# 榮光歸烏克蘭 (歌曲)
榮光歸烏克蘭（英語：Slava Ukraini）是挪威作曲家馬庫斯·鮑斯在2022年俄羅斯入侵烏克蘭期間所作的歌曲，得名自烏克蘭的愛國口號榮光歸烏克蘭（羅馬化：Slava Ukrayini），部分旋律來自烏克蘭國歌《烏克蘭仍在人間》。本曲表達對烏克蘭抵抗俄羅斯軍事侵略的支持，鮑斯表示這首歌曲可引起包括戰區內許多人的共鳴，音樂最崇高的使命便是團結眾人與撫慰人心。
這首歌曲於2022年2月27日發表，2天後由奧斯陸愛樂樂團立陶宛裔的中提琴手Povilas Syrrist-Gelgota錄製發行，並由挪威國營的挪威廣播公司播放，挪威音樂學院舉辦的和平演奏會上也演奏了此曲。

## 外部連結
- YouTube上的